# Fluxo de calor
Fluxo de calor, fluxo termal ou fluxo térmico é a taxa de energia térmica (calor) transferida de uma dada superfície. Pode ser quantificado por seu valor transferido por unidade de área em uma unidade de tempo. Em unidades do Sistema Internacional (SI), é medido em [W·m−2]. Possui tanto uma direção quanto uma magnitude, sendo portanto, um vetor, uma grandeza vetorial. Para definir a densidade de fluxo de calor em um certo ponto no espaço, toma-se o caso limite onde a superfície torna-se infinitesimalmente pequena.

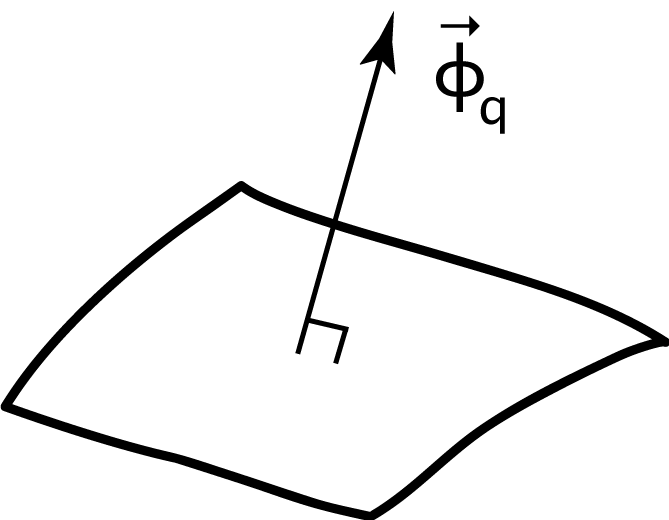
Densidade de fluxo de calor através de uma superfície.

A densidade de fluxo de calor é frequentemente notada {\displaystyle {\overrightarrow {\phi _{q}}}}, o subescrito q especificando fluxo de calor, diferenciando-se de fluxo de massa ou momento. A lei de Fourier é uma importante aplicação destes conceitos.

## Medição do fluxo de calor
A medição do fluxo de calor é na maioria das vezes feita medindo a diferença de temperatura ao longo de um pedaço de material com condutividade térmica conhecida. Este método é análogo ao uso de um padrão de resistência elétrica para medir uma corrente elétrica, em que se mede a queda de voltagem em um resistor conhecido.

## Relevância para ciência e engenharia
Uma das ferramentas de um cientista ou engenheiro é o balanço de energia. Tal balanço pode ser realizado para qualquer sistema físico, de reatores químicos a organismos vivos, e geralmente toma a seguinte forma
{\displaystyle {\big .}{\frac {\partial E_{\mathrm {e} }}{\partial t}}-{\frac {\partial E_{\mathrm {s} }}{\partial t}}-{\frac {\partial E_{\mathrm {a} }}{\partial t}}=0}
onde os três termos {\displaystyle {\big .}{\frac {\partial E}{\partial t}}} representam a taxa no tempo da quantidade total de energia entrando, a quantidade total de energia saindo e a quantidade total de energia acumulada, respectivamente.
No entanto, se o único meio pelo qual o sistema troca energia com suas proximidades é através da transferência de calor, o fluxo de calor pode ser usado para calcular o balanço de energia, já que
{\displaystyle {\big .}{\frac {\partial E_{\mathrm {e} }}{\partial t}}-{\frac {\partial E_{\mathrm {s} }}{\partial t}}=\oint _{S}{\overrightarrow {\phi _{q}}}\cdot \,{\overrightarrow {dS}}}
onde integra-se a densidade de fluxo de calor {\displaystyle {\overrightarrow {\phi _{q}}}} sobre a superfície {\displaystyle S} do sistema.
Em aplicações do mundo real não é possível conhecer a densidade do fluxo de calor exato em cada ponto da superfície, mas esquemas de aproximação podem ser usada para calcular a integral, como por exemplo a integração de Monte Carlo.